# Église d'Areni
L'église d'Aréni ou église de la Sainte-Mère-de-Dieu (arménien : Սուրբ Աստվածածին եկեղեցի) est une église arménienne du XIVe siècle située dans le village d'Areni, marz de Vayots Dzor en Arménie.

## Histoire
L'église a été construite en 1321, sur ordre du prince du Syunik, Tarsaitch Orbelian, suivant le projet de l'architecte arménien Momik. Ce dernier est également connu pour ses travaux de sculpture d'une grande qualité à l'église proche de Noravank. En 1840, le dôme s'est effondré ainsi que des reliefs et des fresques. Certains d'entre eux ont toutefois été conservés dans le pendentif. Y sont représentés, les évangélistes et leurs symboles : ange, aigle, taureau ailé et lion. 

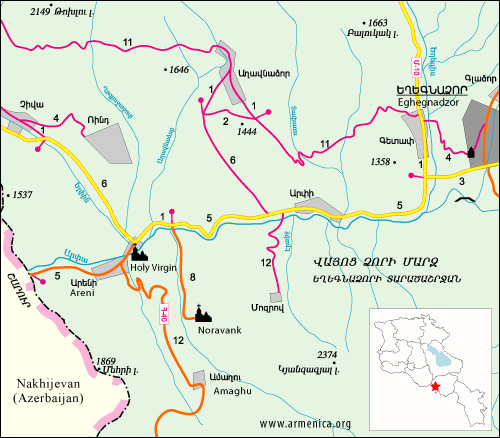
Localisation de l'église d'Aréni et de Noravank.
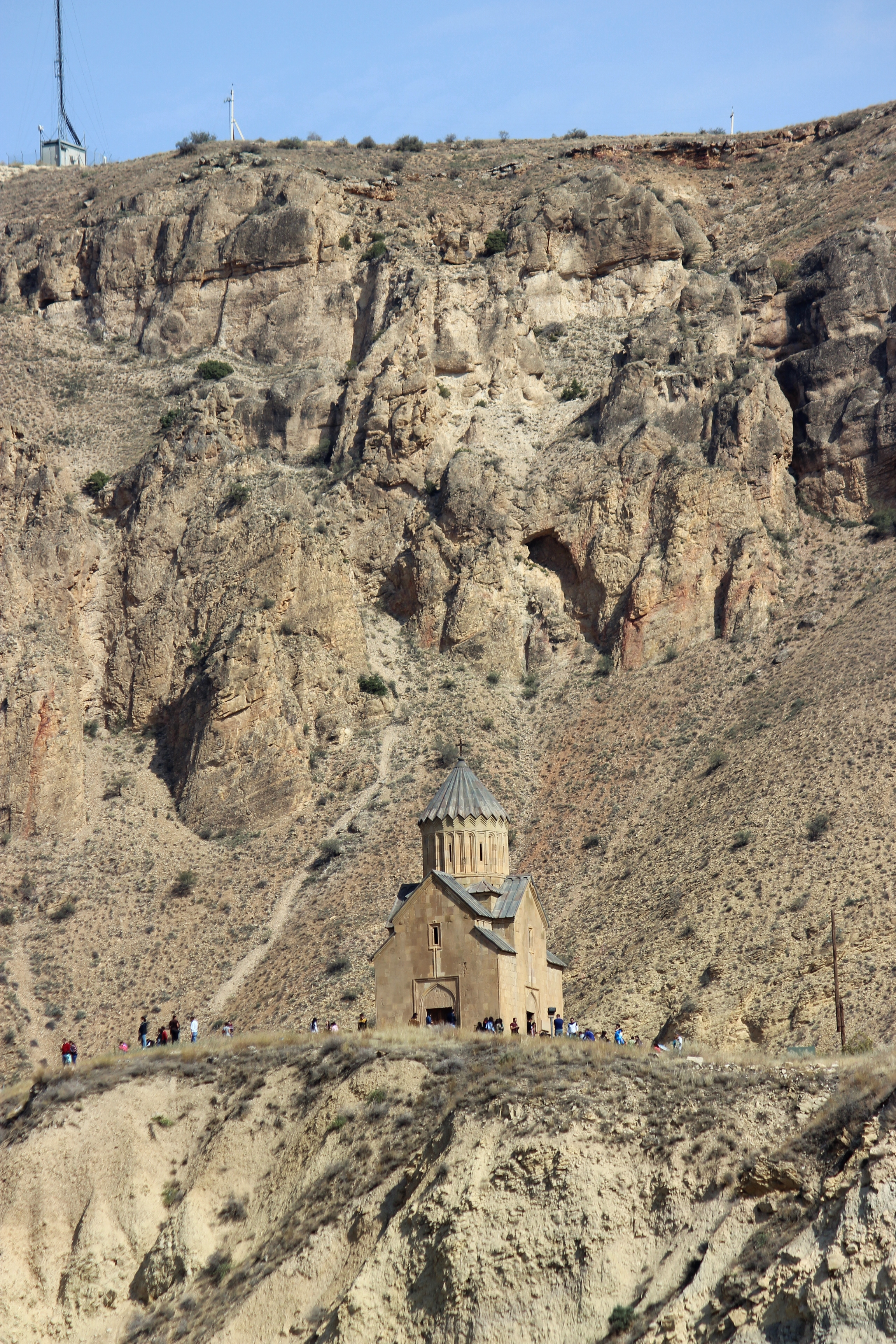
Vue de l'église face aux falaises.
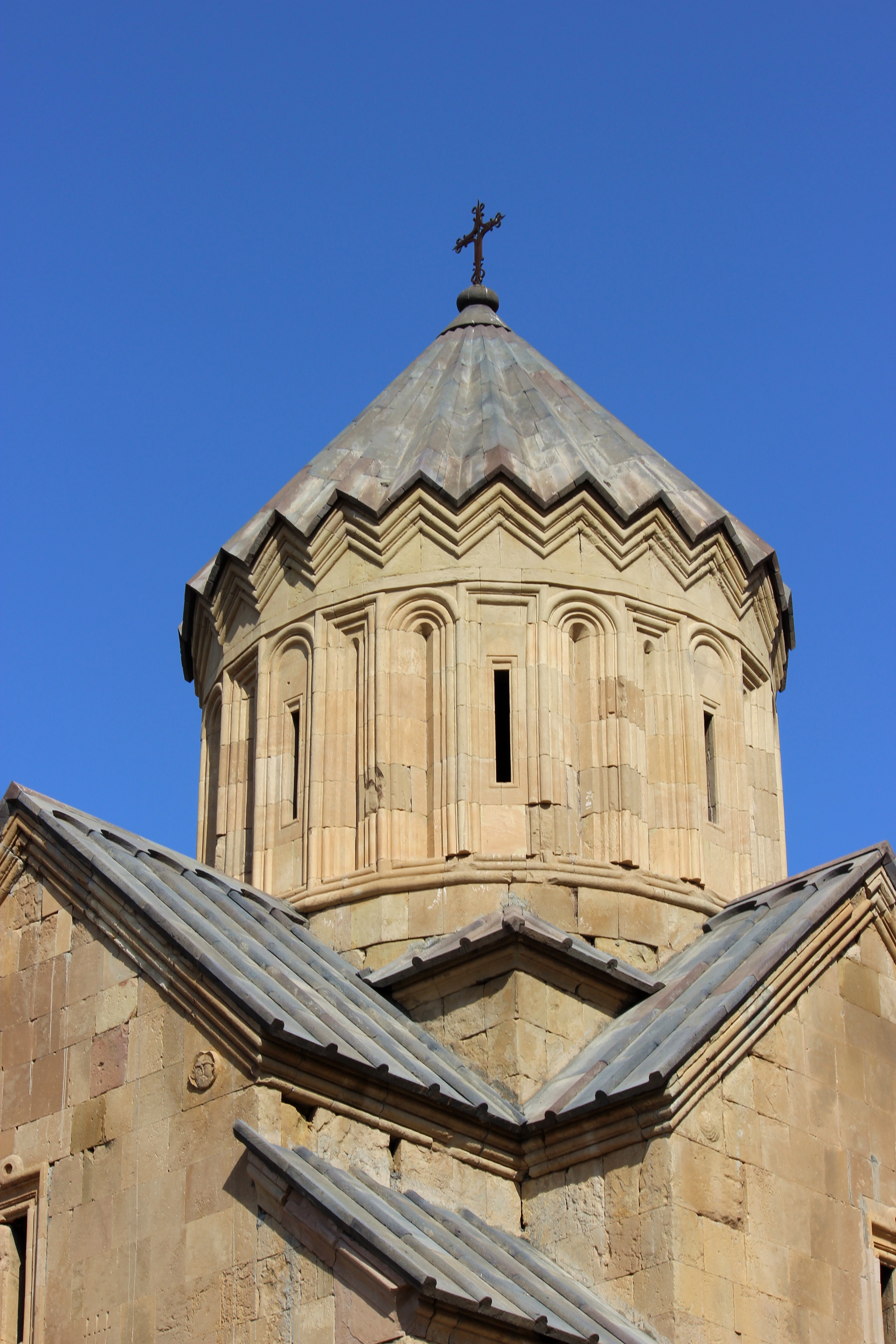
vue du dôme.
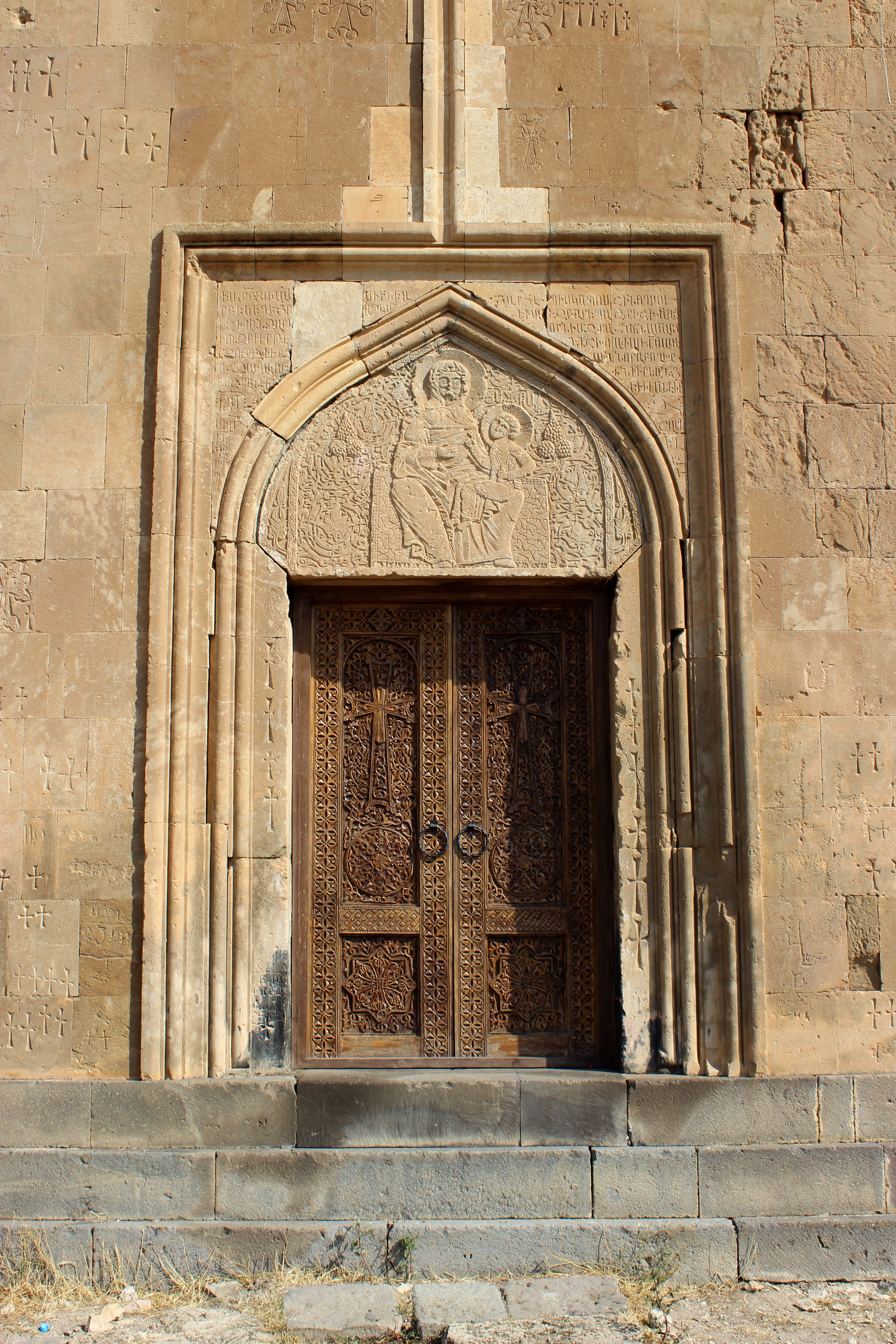
Vue du portail ouest avec son tympan décoratif.
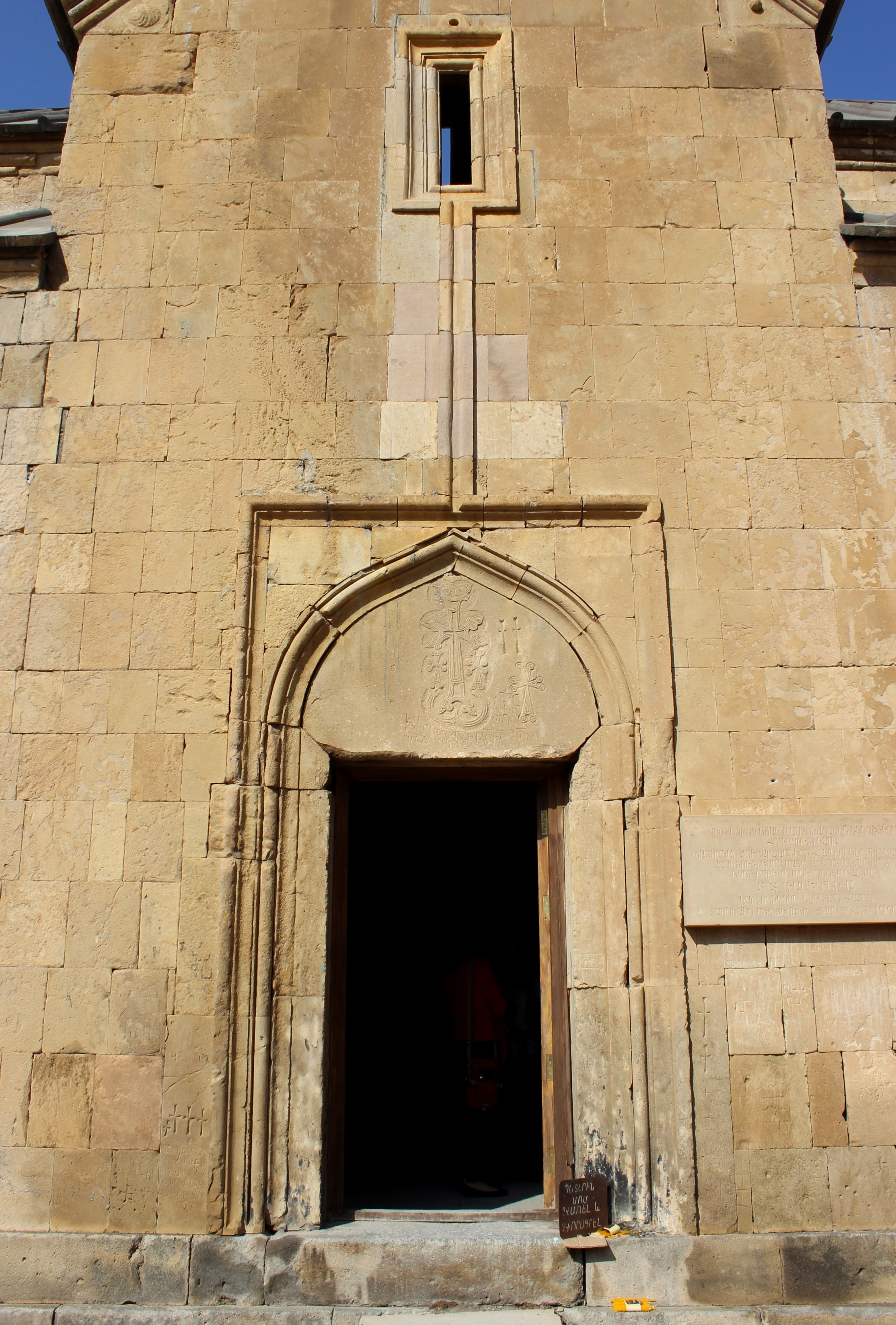
Vue du portail sud.
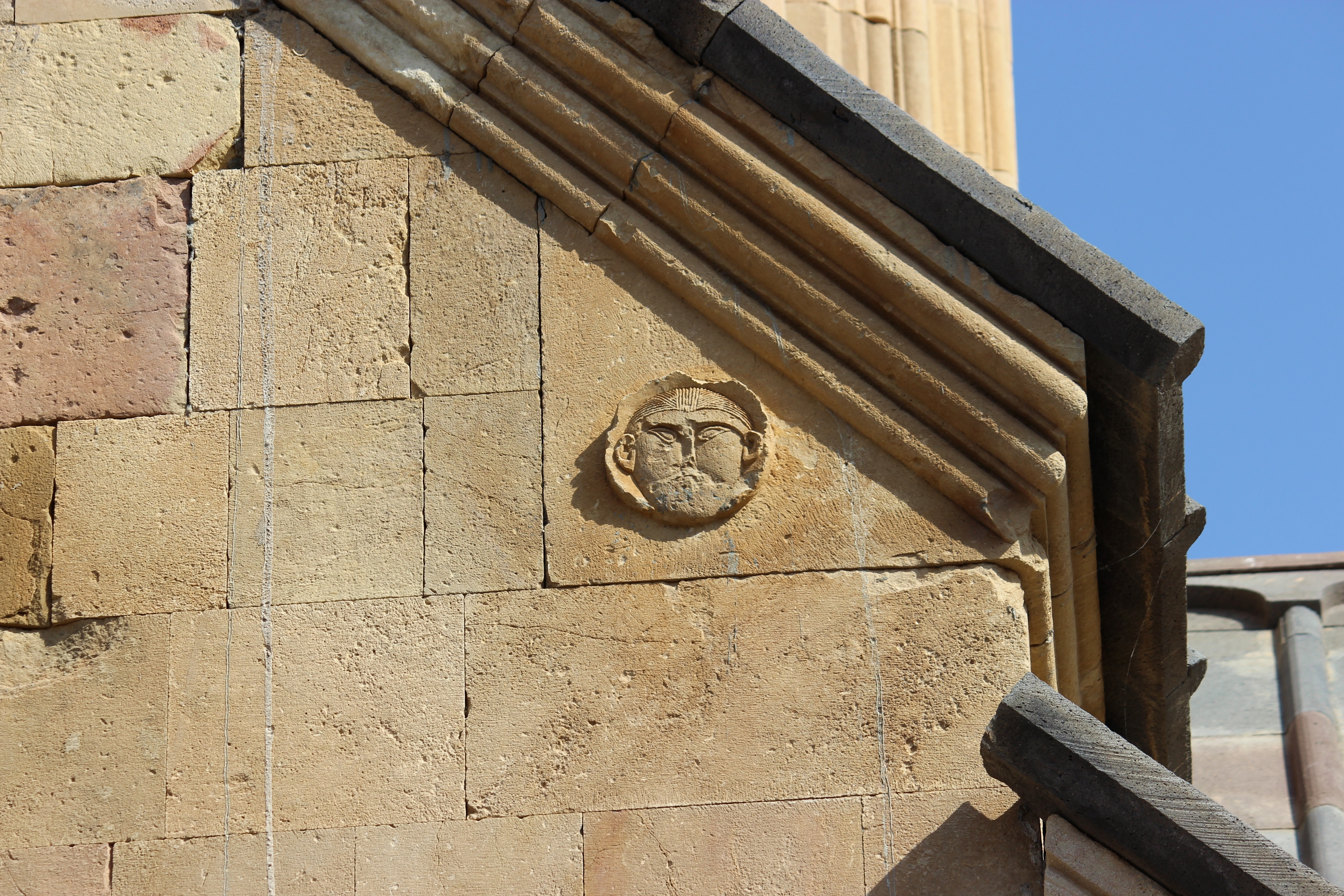
Haut-relief sur la façade ouest.
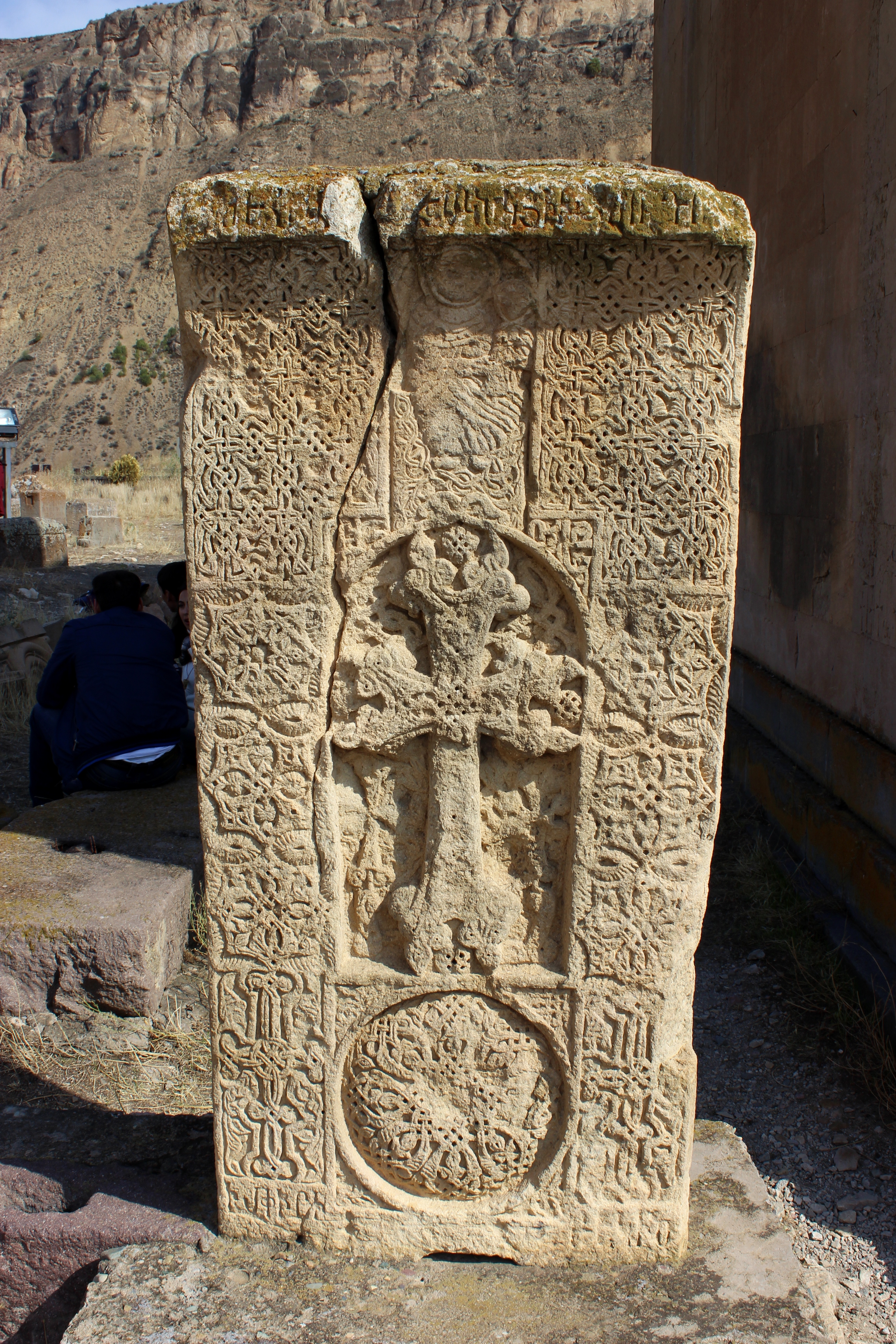
Khachkar à l'ouest de l'église.
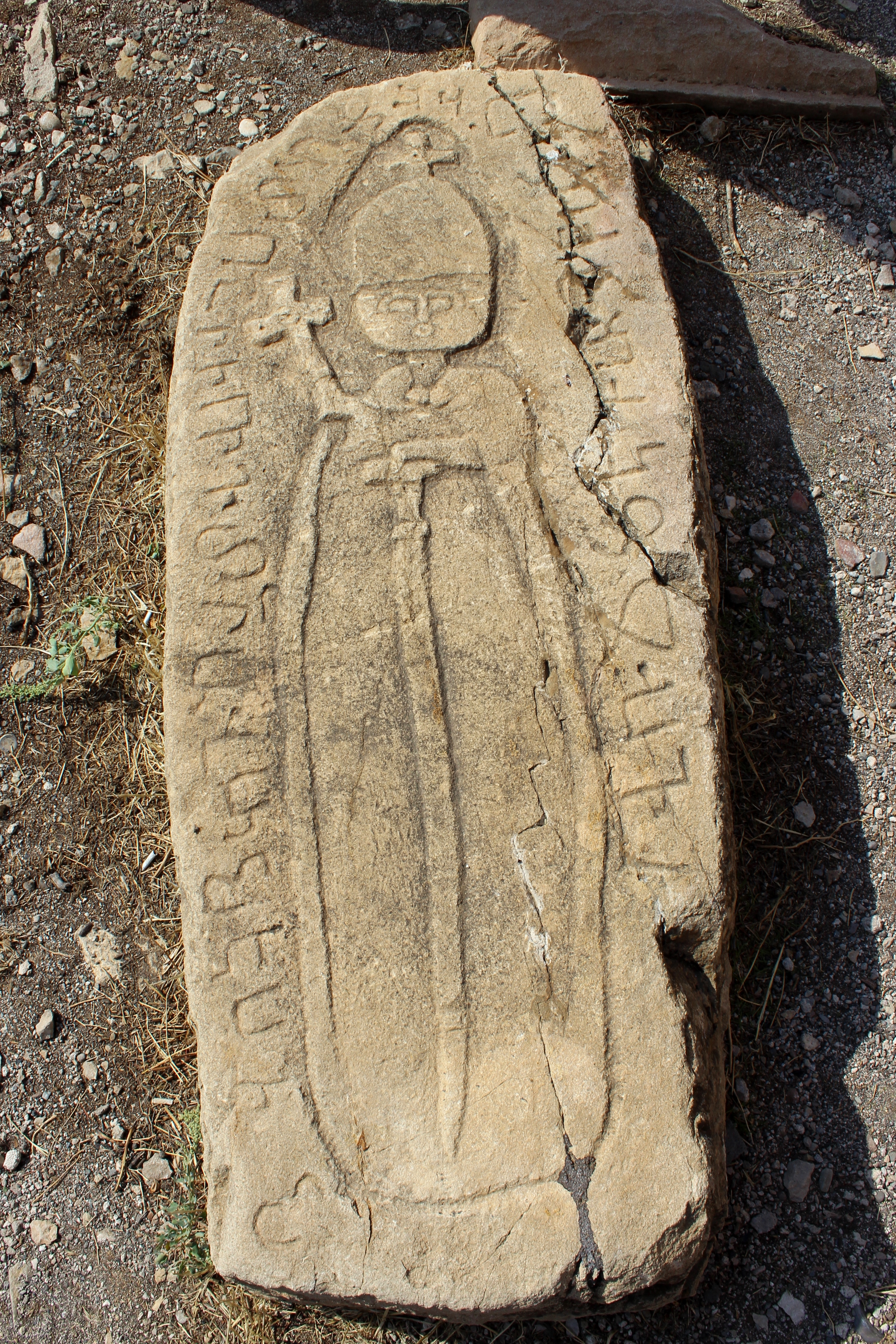
Tombe décorée d'un évêque du côté sud .
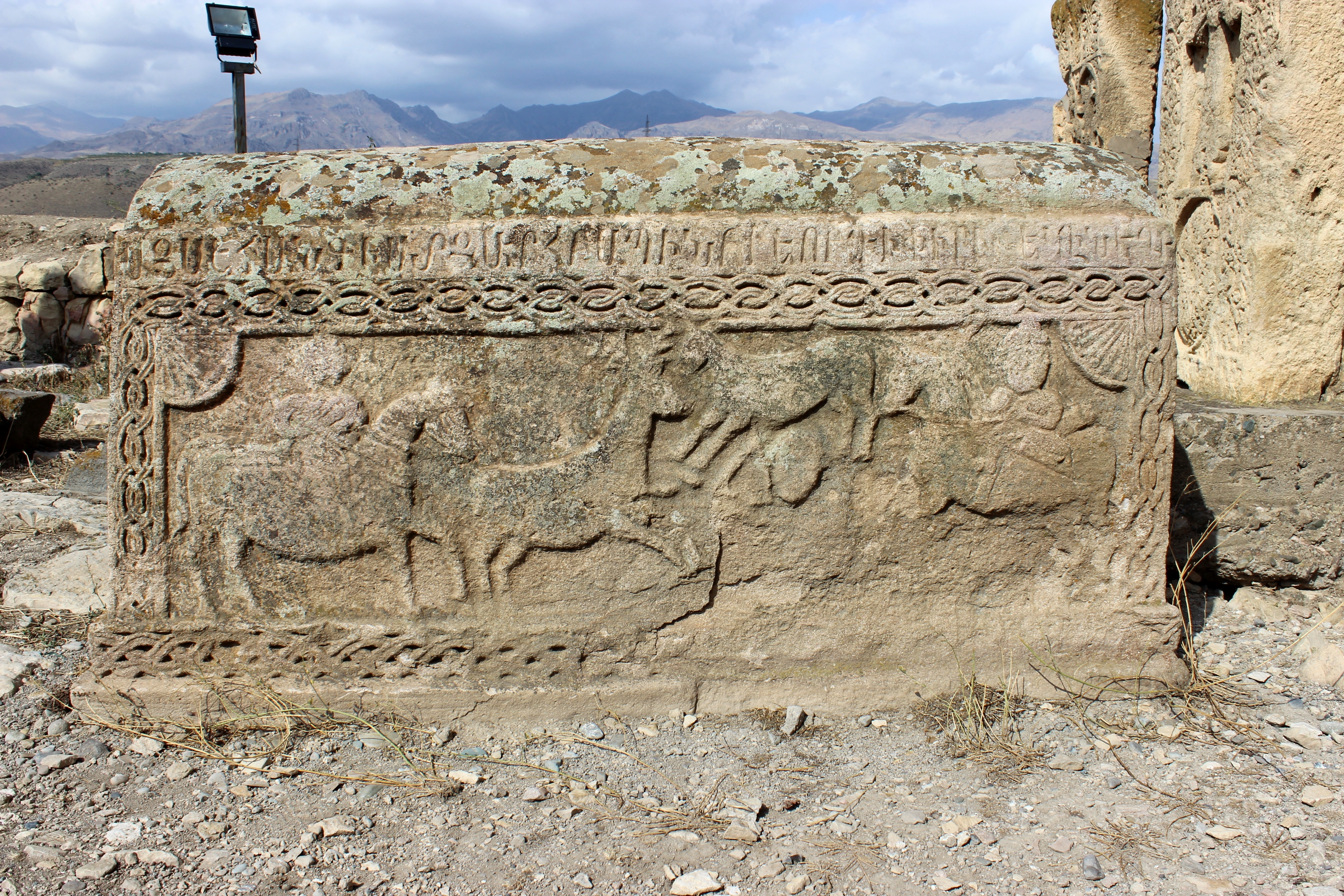
Tombe décrivant une scène de chasse du côté ouest
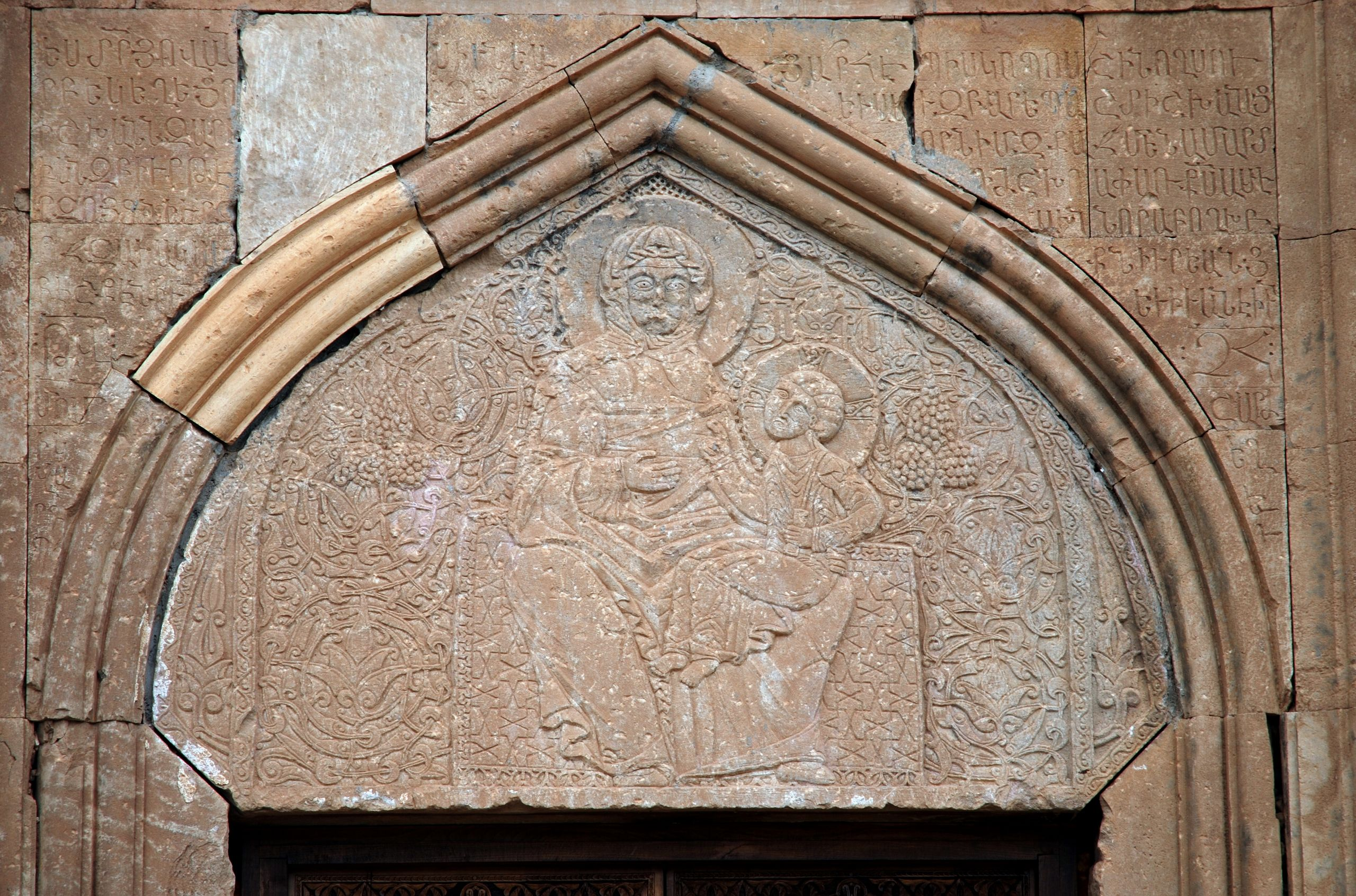
Areni, tympan décoratif représentant la Vierge et l'enfant.